# 楊檟
楊檟（？—？），號毓奇，山東德州衛籍，任丘縣人，明朝政治人物。

## 生平
萬曆十三年（1585年）乙酉科山東鄉試舉人。萬曆二十年（1592年），登壬辰科第三甲第九十七名進士，刑部觀政，八月授曲沃知縣，二十七年正月升户部主事，本年調工部主事，三十一年管节慎库，本年管街道，丁憂歸。起補原职，督漕运，三十五年仕至工部都水司郎中，儀真管河，三十六年八月升浙江右參議兼佥事、专管揚州海防兵备。三十八年考察降用。

## 家族
曾祖楊儒；祖父楊天祿；父楊緯。